# Veľké Bierovce
Veľké Bierovce es un municipio del distrito de Trenčín en la región de Trenčín, Eslovaquia, con una población estimada a final del año 2024 de 701 habitantes.
Se encuentra ubicado en el centro-norte de la región, cerca del río Váh (cuenca hidrográfica del Danubio) y de la frontera con la República Checa.

## Demografía
| Año        | 1994 | 2004    | 2014     | 2024    |
| ---------- | ---- | ------- | -------- | ------- |
| Población  | 605  | 604     | 678      | 701     |
| Diferencia |      | −0,16 % | +12,25 % | +3,39 % |

| Año        | 2023 | 2024    |
| ---------- | ---- | ------- |
| Población  | 697  | 701     |
| Diferencia |      | +0,57 % |